# 칠성각
칠성각(七星閣)은 칠성여래(또는 치성광여래)를 본존으로 하고, 칠성신을 7명의 부처로 의인화하여 봉안한 불교 사찰의 건축물이다. 이곳에 있는 탱화를 보통 치성광여래도 또는 칠성도라고 하는데, 치성광여래, 북두칠성, 이십팔수(宿) 등을 불보살로 표현했다.

## 사진

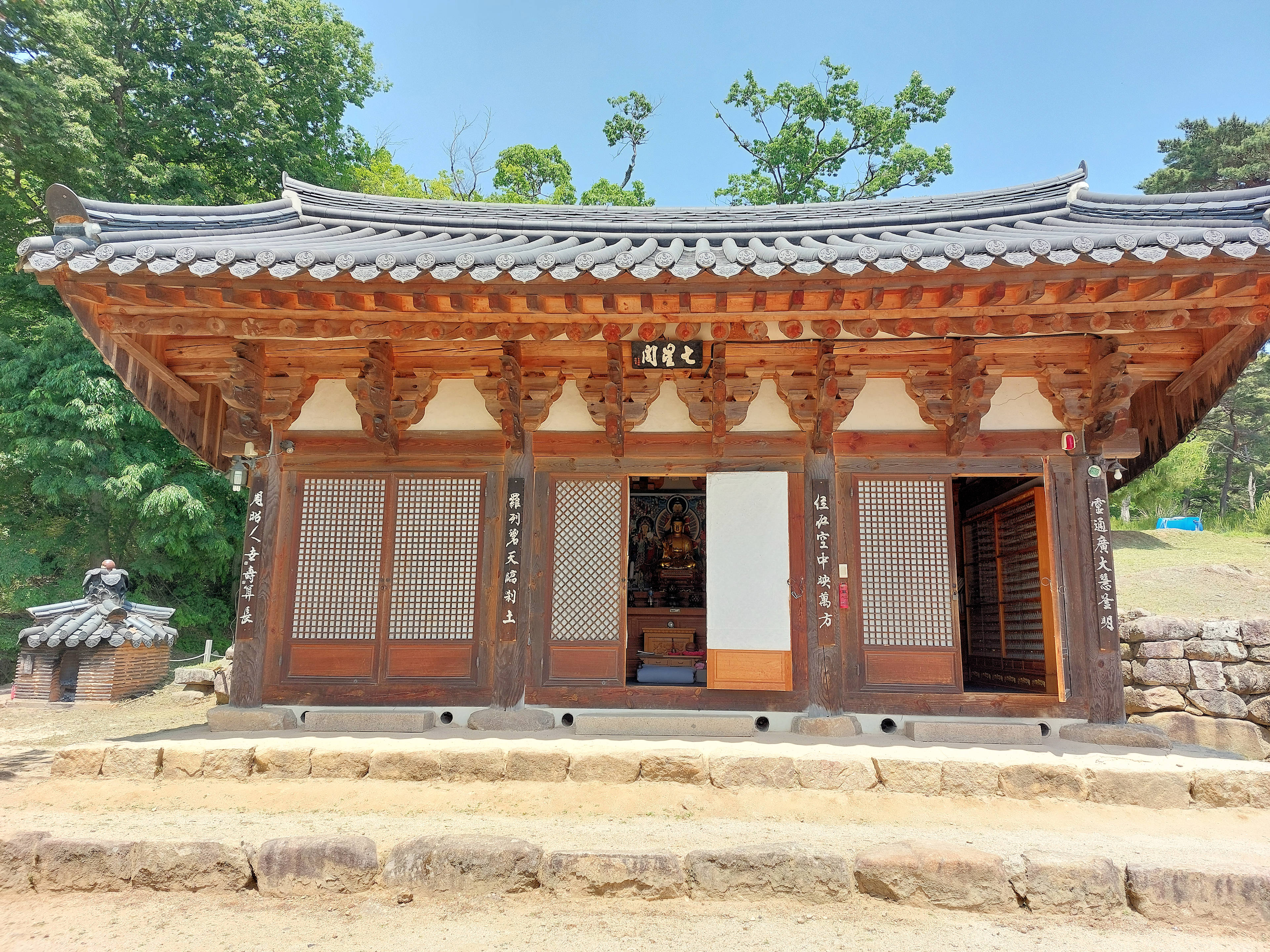
대구광역시 팔공산 동화사 칠성각
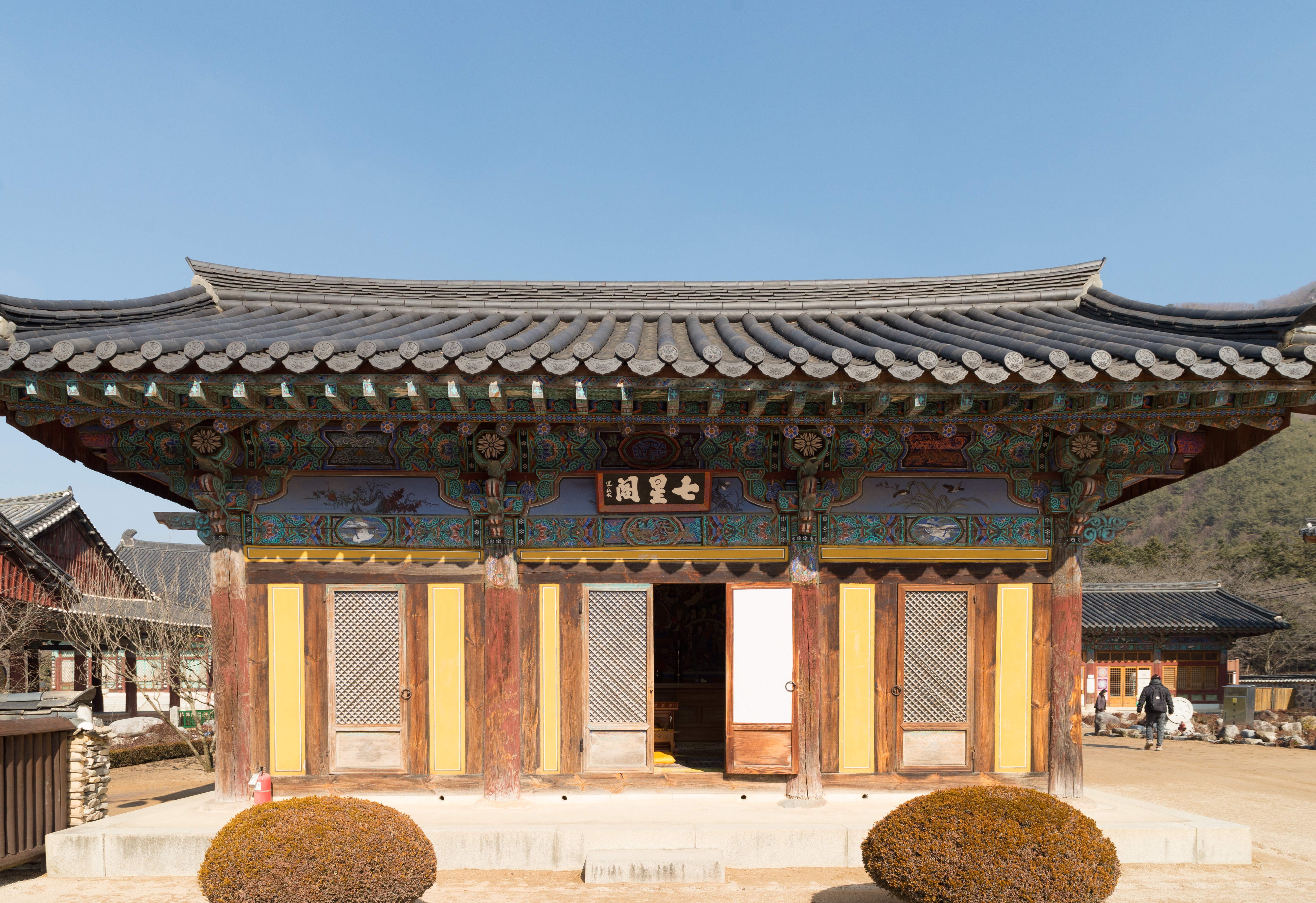
경상북도 청도군 호거산 운문사 칠성각

## 같이 보기
- 제목에 "칠성각" 항목을 포함한 모든 문서